# Etbin
Etbin je moško osebno ime.

## Izvor imena
Ime Etbin je različica moškega osebnega imena Edvin.

## Pogostost imena
Po podatkih Statističnega urada Republike Slovenije je bilo na dan 31. decembra 2007 v Sloveniji število moških oseb z imenom Etbin: 28.

## Osebni praznik
V koledarju je ime Etbin zapisano 19. oktobra (Etbin, opat, † 19. okt. v 6. stoletju).

## Znani nosilci imena
- Etbin Kristan